# Brooke Smith
Brooke Smith (22 de mayo de 1967) es una actriz estadounidense, más conocida por haber interpretado a Erica Hahn en la serie Grey's Anatomy y a Catherine Martin en la película The Silence of the Lambs (1991).

## Biografía
Es hija del publicista Gene Smith y de Lois Smith. Su padrino es el actor Robert Redford. Se graduó en la American Academy of Dramatic Arts. 
El 6 de enero de 1999 se casó con el cinematógrafo ruso Steve Lubensky. La pareja le dio la bienvenida a su primera hija, Fanny Grace Lubensky, el 12 de marzo de 2003 en la ciudad de Nueva York. En mayo de 2008, la pareja adoptó a una pequeña de Etiopía a la que llamaron Lucy Dinknesh Lubensky.

## Carrera
En 2006 se unió al elenco de la exitosa serie norteamericana Grey's Anatomy, en donde interpretó a la sarcástica cirujana cardiotorácica Erica Hahn, hasta 2008, luego de que los productores decidieran que ya no era necesario su personaje.

## Filmografía

### Cine
| Year | Title                       | Role                     | Notes        |
| ---- | --------------------------- | ------------------------ | ------------ |
| 1988 | The Moderns                 | Abigail                  |              |
| 1989 | See You in the Morning      | Voz adicional            |              |
| 1991 | The Silence of the Lambs    | Catherine Martin         |              |
| 1993 | The Night We Never Met      | Catha                    |              |
| 1993 | The Pickle                  | Primer A.D.              |              |
| 1993 | Mr. Wonderful               | Jan                      |              |
| 1994 | Vanya on 42nd Street        | Sonya                    |              |
| 1995 | Last Summer in the Hamptons | Lois Garfield            |              |
| 1996 | Trees Lounge                | Tina                     |              |
| 1996 | Kansas City                 | Babe Flynn               |              |
| 1997 | The Broken Giant            | Rosemary Smith           |              |
| 1998 | Remembering Sex             | Jennifer Sharp           |              |
| 1999 | Random Hearts               | Sarah                    |              |
| 2000 | Eventual Wife               | Susan                    |              |
| 2001 | Series 7: The Contenders    | Dawn Lagarto             |              |
| 2001 | The Man Who Wasn't There    | Prisionera               |              |
| 2002 | For Earth Below             | Dede                     |              |
| 2002 | Bad Company                 | Agente de la CIA Swanson |              |
| 2004 | Melinda and Melinda         | Cassie                   |              |
| 2004 | Iron Jawed Angels           | Mabel Vernon             |              |
| 2005 | Shooting Vegetarians        | El Hombre Pollo          |              |
| 2005 | In Her Shoes                | Amy                      |              |
| 2006 | The Namesake                | Sally                    |              |
| 2010 | A Little Help               | Kathy Helms              |              |
| 2010 | Fair Game                   | Diana                    |              |
| 2010 | The Aspern Papers           | Tita Bordereau           |              |
| 2013 | Labor Day                   | Evelyn                   |              |
| 2014 | Interstellar                | Enfermera                |              |
| 2015 | Road Hard                   | Carol                    |              |
| 2015 | Day Out of Days             | Annabel                  |              |
| 2016 | The Call of Charlie         | Diane                    | Cortometraje |
| 2016 | Broken Links                | Diane                    |              |
| 2017 | To the Bone                 | Olive                    |              |
| 2017 | The Angry River             | Katherine Alsea          | Cortometraje |
| 2018 | Dude                        | Lorraine                 |              |
| 2018 | Blood Clots                 | Diane                    |              |
| 2019 | Bombshell                   | Irena Brigante           |              |

### Televisión
| Año       | Título                               | Rol                 | Notas                                          |
| --------- | ------------------------------------ | ------------------- | ---------------------------------------------- |
| 1988      | The Equalizer                        | Risa                | Episodio: "A Dance on the Dark Side"           |
| 1996–2023 | Law & Order                          | Varios              | 4 episodios                                    |
| 1997      | The Larry Sanders Show               | Tonya Bailey        | Episodio: "Make a Wish"                        |
| 1998      | Remembering Sex                      | Jennifer Sharp      | Película de televisión                         |
| 1999      | Homicide: Life on the Street         | Josephine Pitt      | Episodio: "Truth Will Out"                     |
| 1998–1999 | The Hunger                           | Lee Cooper          | 2 episodios                                    |
| 2001      | Big Apple                            | Lois Mooney         | 3 episodios                                    |
| 2001      | 100 Centre Street                    | Lynn Hoffman        | Episodio: "Bottlecaps"                         |
| 2002      | Law & Order: Criminal Intent         | Tessa Rankin        | Episodio: "Phantom"                            |
| 2004      | Six Feet Under                       | Carolyn Pope        | 3 episodios                                    |
| 2006      | Heist                                | Sarah               | 4 episodios                                    |
| 2007      | Crossing Jordan                      | Dra. Kate Switzer   | 13 episodios                                   |
| 2007      | Dirty Sexy Money                     | Andrea Smithson     | Episodio: "Pilot"                              |
| 2007      | Weeds                                | Valerie Scottson    | 4 episodios                                    |
| 2006–2008 | Grey's Anatomy                       | Dr. Erica Hahn      | Elenco principal: 25 episodios                 |
| 2010      | Mentes criminales                    | Barbara Lynch       | Episodio: "Mosley Lane"                        |
| 2012      | Law & Order: Special Victims Unit    | Delia Wilson        | 3 episodios                                    |
| 2012      | American Horror Story: Asylum        | Dra. Gardner        | Episodio: "The Coat Hanger"                    |
| 2013      | Graceland                            | Marianne O'Connor   | Episodio: "Pilot"                              |
| 2013–2015 | Ray Donovan                          | Frances Simpson     | 13 episodios                                   |
| 2016      | Nashville                            | Jackie Hudson       | Episodio: "It's Sure Gonna Hurt"               |
| 2016      | Stitchers                            | Dra. Naomi Burke    | Episodio: "The Two Deaths of Jamie B."         |
| 2017      | Hand of God                          | Lesley Levay        | Episodio: "I See That Now"                     |
| 2017      | Bosch                                | Captain Ellen Lewis | 5 episodios                                    |
| 2017      | Bates Motel                          | Sheriff Jane Greene | 6 episodios                                    |
| 2018      | Supergirl                            | Jacqueline Nimball  | Episodio: "Schott Through the Heart"           |
| 2018      | The Crossing                         | Diana               | 3 episodios                                    |
| 2018      | The Good Doctor                      | Sybil Meeks         | Episodio: "Tough Titmouse"                     |
| 2018      | Chicago Med                          | Amber Young         | Episodio: "Death Do Us Part"                   |
| 2019      | Project Blue Book                    | Sara Downing        | Episodio: "The Flatwoods Monster "             |
| 2019      | The Act                              | Myra                | Episodio: "Stay Inside"                        |
| 2019      | The Good Fight                       | Zelda Raye          | Episodio: "The One with the Celebrity Divorce" |
| 2019      | Unbelievable                         | Dara Kaplan         | Episodio #1.7                                  |
| 2019      | Prism                                | Bec Jamison         | Piloto                                         |
| 2020      | Chris Watts: Confessions of a Killer | Tammy Lee           | Película de televisión                         |
| 2020–2021 | Big Sky                              | Merilee Legarski    | Rol recurrente, 8 episodios                    |
| 2021      | FBI: Most Wanted                     | Flora Matthews      | Episodio: "Winner"                             |
| 2021      | Them                                 | Helen Koistra       | Rol recurrente, 3 episodios                    |
| 2023      | Class of '09                         | Drew                | Miniserie; Elenco principal                    |